# 基比茨布拉克湖

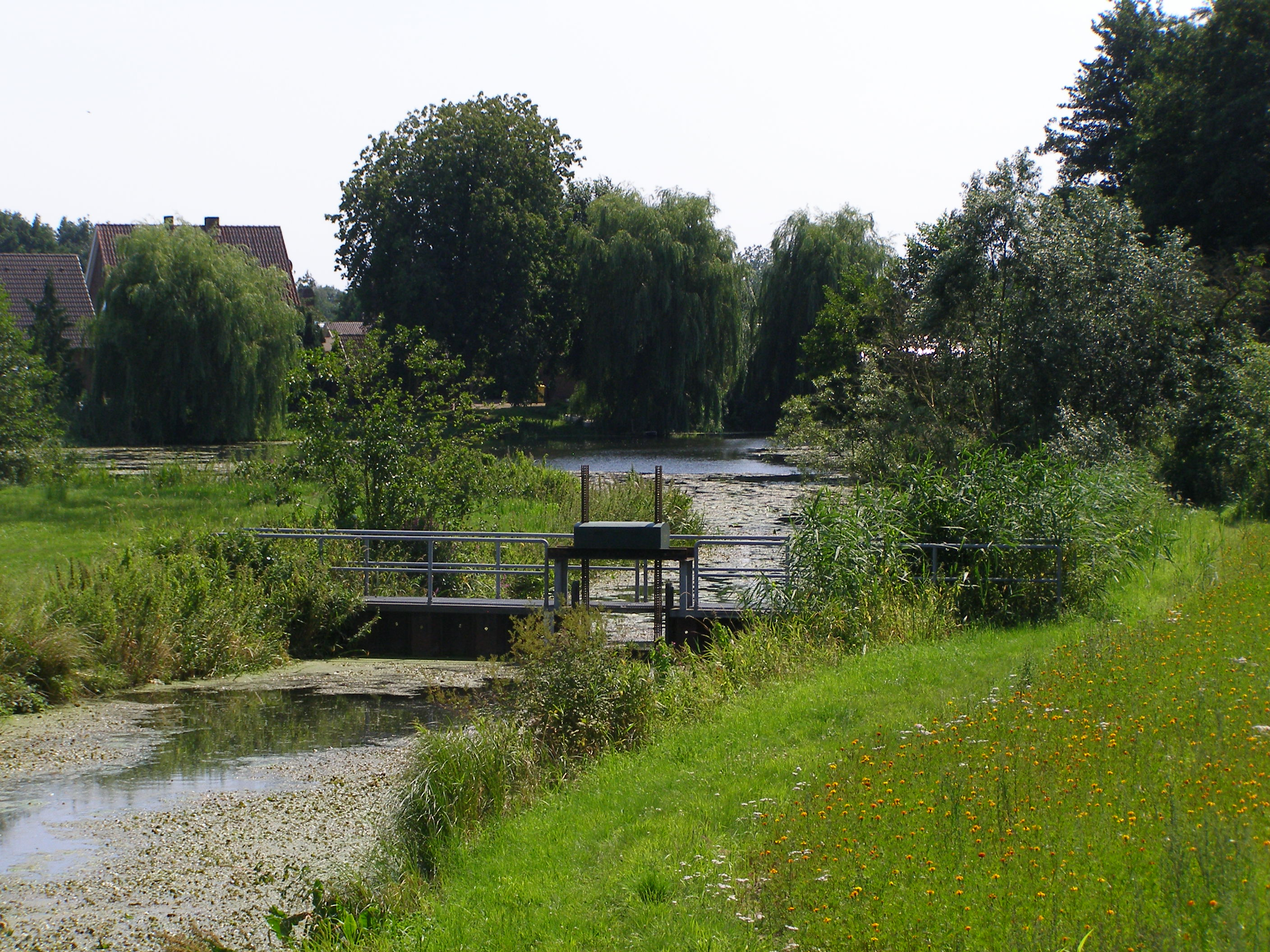

53°24′24″N 10°14′13″E / 53.40678°N 10.236938°E
基比茨布拉克湖（德語：Kiebitzbrack），是德國的鹹水湖，由漢堡負責管轄，形成於十七世紀，長0.4公里、寬0.3公里，面積0.04平方公里，海拔高度2米，最大水深8米。